# Резня в монастыре иезуитов на ул. Раковецкой в Варшаве

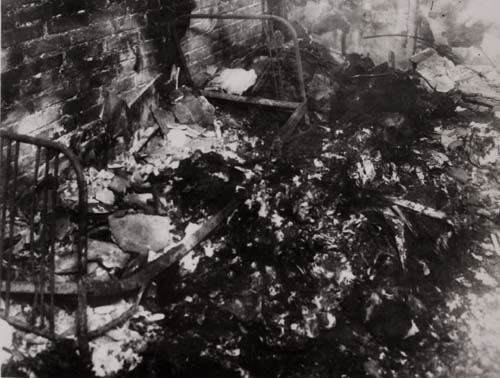
Место преступления. Фото 1945

Резня в монастыре иезуитов на ул. Раковецкой в Варшаве — массовое убийство, совершённое немцами во второй день варшавского восстания. В резне погибло несколько десятков поляков, проживавших в монастыре иезуитов в варшавском районе Мокотув. 2 августа 1944 года в иезуитском Доме Писателей на улице Раковецкой 61 солдат СС убили около 40 человек, в том числе 8 священников, 8 братьев Общества Иисуса и более 20 мирных жителей (в том числе, по крайней мере, 8 женщин и 10-летнего мальчика).

## Монастырь в час «В»
В момент начала варшавского восстания монастырь иезуитов оказался в крайне неблагоприятном положении, так как улица Раковецкая, на которой он стоял, была одним из важнейших центров немецкого сопротивления в Мокотуве. В непосредственной близости от монастыря находились значительные силы немцев, занимающие, в частности, укреплённые казармы СС на ул. Раковецкой 4, казармы лётчиков у входа улицы Пулавской (Flakkaserne), здание Главной экономической школы Варшавы, Поле Мокотувское (батареи зенитной артиллерии), школу Вавельберга и Форт-Мокотув.
1 августа 1944 года солдаты Армии Крайовой (V округ АК «Мокотув») атаковали немецкие позиции по всей длине улицы Раковецкой. В этот день в монастыре не было боевых действий. В связи с продолжающейся стрельбой на улицах (немцы открывали огонь при виде любого человека в поле зрения) в Доме Писателей укрылось несколько десятков гражданских лиц, которым начало боёв помешало вернуться домой. Среди них был 10-летний псаломщик Збышек Миколайчук. Вечером 1 августа на территории монастыря находилось около 50 человек — 25 мужчин, 12 мирян из Дома Писателей, а также несколько случайных людей, ищущих там убежища.

## Вторжение немцев

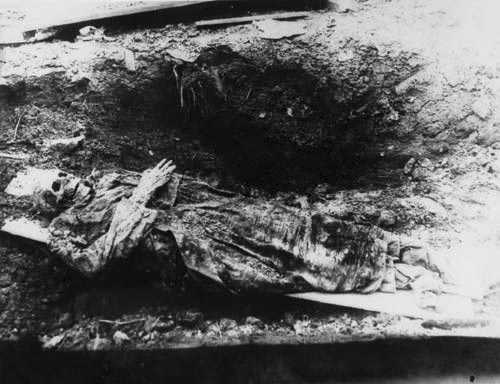
Тело священника Кощибовича, эксгумированное в 1945

Утром 2 августа монастырь был обстрелян немецкими войсками противовоздушной обороны с близлежащего Поля Мокотувского. Обстрел не привёл к жертвам, но вскоре в Дом Писателей вторгся отряд СС, состоящий из 20 человек и присланный, скорее всего, из соседней Stauferkaserne. Солдаты СС обвинили укрывшихся в монастыре людей в том, что те якобы обстреливали немецкие позиции. После тщательного обыска, во время которого не было найдено никаких доказательств в поддержку этих обвинений, немцы вывели из здания руководителя монастыря Эдварда Кощибовича якобы с целью предоставления дополнительных объяснений в штабе, однако на самом деле его увезли на Поле Мокотувское и убили выстрелом в затылок.
В то же время немцы собрали людей в котельной, которая находилась в подвале монастыря. Монахи, владевшие немецким языком, пытались установить контакт и разрядить обстановку, однако их усилия закончились неудачей.

## Резня
Через некоторое время немцы начали по одному вытаскивать домочадцев из котельной и изымать у них ценные вещи. После этого их проводили в небольшую комнатку, которую до тех пор занимал монастырский ямщик. Когда все поляки собрались в подвале, немцы открыли огонь из пулемётов и забросали их гранатами. В течение нескольких часов они добивали раненых. Свидетели сообщают о том, что солдатов сопровождал мальчик из немецкой семьи возрастом около 10 лет, который указывал на подававших признаки жизни.
В комнату врывается какой-то маленький мальчик из немецкой семьи, который пристаёт к солдатам СС и не отходит от них ни на шаг. Его детский голос сообщает: «Achtung! Der lebt noch! О hier, hier, er atmet noch!» Эсесовцы смотрят, куда он показывает, а потом раздаётся серия выстрелов, детский смех и аплодисменты.
После ухода СС в живых осталось четырнадцать человек, в основном раненых. Девять выживших укрылись в котельной за кучами угля, в том числе мужчина, который ещё до начала бойни спрятался в котельной. Остальные спрятались в монастырской кухне за отсортированными на зиму связками дров. Вскоре немцы вернулись, чтобы облить бензином и поджечь трупы, и в огне погибли все находившиеся на месте казни.
Последней жертвой резни был капеллан, священник Франциск Шиманяк. Не зная о трагедии, он пришел в Дом Писателей после освящения просвирок и был застрелен в монастырской часовне.
2 августа 1944 года на территории Дома Писателей на ул. Раковецкой 61 немцы убили в общей сложности около 40 человек, в том числе 8 священников и 8 братьев Общества Иисуса, не считая священника Кощибовича, и более 20 мирян (в том числе, по крайней мере, 8 женщин и 10-летнего мальчика). Определить точное число жертв невозможно, так как известны фамилии только 32 жертв резни.
Отставной полковник Золотенько рассказал мне (…), что после казни в монастыре спросил одного из немцев, что случилось со священиками, а в частности с руководителем Дома, на что тот по-немецки ответил: «все убиты, я их самолично всех перестреляю» — свидетельство отца Александра Кищеля.

## Бегство выживших
После убийства немцы полностью разгромили и сожгли монастырь. Однако в ночь с 2 на 3 августа пятеро людей, скрывавшихся на кухне, решили выбраться из здания. Четыре монаха смогли перебраться в безопасное место, однако неизвестна судьба пятой — женщины, которая вернулась на Мокотув в поисках оставленных дома детей. Отец Иоанн Росяк, который находился в группе беглецов, утверждал, что она пережила восстание.
Полякам, которые спрятались в котельной, через два дня удалось сообщить о своей ситуации жителям соседних домов. 5 августа санитарки из повстанческого госпиталя эвакуировались из монастыря, после чего отправились на территорию, занятую повстанцами.

## Память

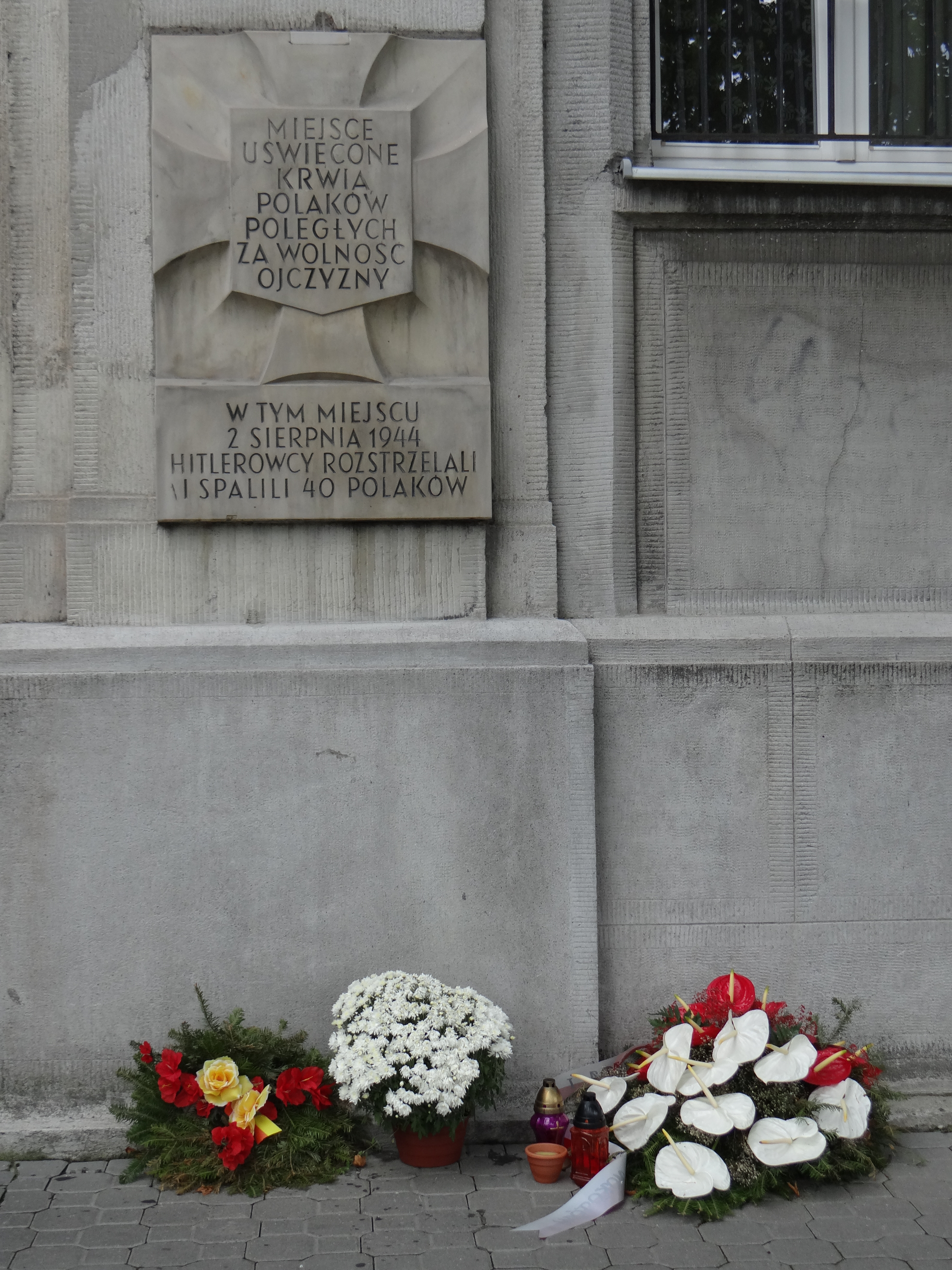
Мемориальная доска на стене бывшего Дома Писателей (ныне Collegium Bobolanum)

Через некоторое время к месту преступления прибыл иезуит, отец Бруно Павельчик. В момент восстания он находился за пределами монастыря, но через некоторое время был схвачен немцами и помещен в тюрьму на территории казармы Stauferkaserne. Павельчик, узнав о судьбе собратьев, постарался присоединиться к состоящей из заключенных команде санитаров, которые занимались захоронением убитых и умерших. Когда команда прибыла на Раковецкую 61, он убедил коллег, что вместо того, чтобы перемещать тела и закапывать, лучше замуровать их в комнатке, в которой были совершены казни. Впоследствии это облегчило поиск и эксгумацию тел.
После войны останки жертв резни были помещены в четыре гроба. В отдельных гробах находится также эксгумированные тела отца Кощибовича и отца Леонарда Хрынащкевича (иезуита, погибшего на Новом Свете). Все шесть гробов были затем закопаны под полом комнаты, где была совершена резня, а само помещение переделано в часовню. Её регулярно посещают паломники, следующие в храм св. Андрея Боболи.
Трагедию увековечивают также две мемориальные доски: одна, стоящая около забора храма со стороны ул. Раковецкой и вторая, проекта Карла Тхорка, на стене Collegium Bobolanum (со стороны ул. Боболи).
17 сентября 2003 года пельпиньский епископ Ян Бернард Шляга открыл беатификационный процесс для 122 польских жертв гитлеризма. Среди них оказался один из иезуитов, убитый 2 августа 1944 года в Доме Писателей на ул. Раковецкой — отец Владислав Венцек.
В том же году он опубликовал книгу под названием «Резня в монастыре» (издательство Rhetos, Варшава, 2003), под редакцией о. Палюшкевича, содержащую подробное описание трагических событий, произошедших в Доме Писателей летом 1944 — в том числе воспоминания и свидетельства выживших в резне. По мотивам этой книги год спустя был создан сорокаминутный одноименный фильм Кшиштофа Журовского, премьера которого состоялась 2 августа 2004 года — в 60-ю годовщину преступления.